# Миеза (митология)
Миеза (на старогръцки: Μίεζα) в древногръцката митология е епонимът на македонския град Миеза.

## Описание
Теаген във II век пише в незапазената си „Македоника“ и цитирана от Стефан Византийски, че Миеза е дъщеря на Берес, внучка на Македон и сестра на Олган и Бероя.